# Nie znasz mnie (singolo)
Nie znasz mnie è un brano musicale della cantante pop-rock polacca Ewelina Flinta, vincitrice della prima stagione del talent show Pop Idol, pubblicato come primo singolo tratto dall'album omonimo. Il brano ha raggiunto la posizione numero 2 nella classifica dei singoli in Polonia.

## Classifiche
| Classifica (2005) | Posizione massima |
| ----------------- | ----------------- |
| Europa            | 62                |
| Polonia           | 2                 |